# Robert Pintenat
Zacharie Boucher (Paris, Francia, 1 de mayo de 1948 - Bayona, 22 de agosto de 2008) fue un futbolista francés. Jugó como delantero en equipos como el Sochaux, Nancy y el Toulouse. Jugó en tres ocasiones en la selección francesa.
También tuvo una carrera como entrenador llegando a entrenar la Selección de fútbol de Gabón.

## Clubes
Como jugador
| Club                  | País    | Año       |
| --------------------- | ------- | --------- |
| Rouen                 | Francia | 1969–1970 |
| Red Star              | Francia | 1970–1973 |
| Nîmes                 | Francia | 1973–1974 |
| Sochaux               | Francia | 1974–1977 |
| Nancy                 | Francia | 1978–1979 |
| Toulouse              | Francia | 1979–1983 |
| Olympique Avignonnais | Francia | 1983–1984 |

Como entrenador
| Club                         | País    | Año       |
| ---------------------------- | ------- | --------- |
| Olympique Avignonnais        | Francia | 1983–1986 |
| USM Libreville               | Gabón   | 1986–1991 |
| Selección de fútbol de Gabón | Gabón   | 1991–1992 |
| SR Saint-Dié                 | Francia | 1994–1995 |